# Hatik
Pour l’article ayant un titre homophone, voir Attique.
Clément Penhoat, dit Hatik, né le 26 novembre 1992 à Chevreuse (Yvelines), est un rappeur, chanteur et acteur français.
Il se fait connaître par son projet musical Chaise pliante, qui se décline de 2018 à 2020 en une dizaine de singles et en deux albums homonymes, dont l'un est certifié disque de platine. En 2020, il obtient le premier rôle dans la série de Franck Gastambide, Validé.

## Biographie

### Jeunesse
Clément Penhoat naît en 1992 à Chevreuse et grandit à Guyancourt, dans le quartier des Garennes. Son père est breton, sa mère d'origine guyanaise,, « une famille de mélomanes et de travailleurs ». Il a deux frères cadets.

### Carrière
Hatik est le surnom qu'il choisit vers 2008 alors qu'il joue en réseau sur Internet. « Juste parce que les deux syllabes sonnaient bien ». Dès cette époque, il écrit ses premiers textes de rap avec le « rêve lointain d'en vivre ».
En 2014, il sort sa première mixtape, America 2 - Connaissance et style sous ledit pseudonyme de Hatik,. Dans le même temps, il enchaîne les petits boulots.
Hatik se fait remarquer par Disiz en 2015 qui l'invite à participer au remix de La Promesse , avec Soprano, Youssoupha et Dinos.
Il sort son premier clip en 2017 pour Avec Téva, un extrait de son EP Par le pire. Il figure aussi sur un projet de mixtape Par le pire, pour le meilleur, produit par le duo de beatmakers Médeline.
En 2018, il commence son projet Chaise pliante, qui le fait connaître au grand public. Sur des musiques de Médeline, il propose une série de freestyles. Il en tire une première mixtape de dix-sept titres en 2019, simplement intitulée Chaise pliante, qui bénéficie d'une suite l'année suivante, avec la participation d'Hornet La Frappe, Jok'Air et Médine.
Dans ses textes, il évoque délinquance et trafic ainsi que des problématiques liées à la vie dans les quartiers populaires, comme l'exclusion,.
En 2019, en collaboration avec Daymolition, il tourne cinq clips à Berlin en cinq jours. Il les réunit dans un EP nommé Projet Berlin.
Il est à l'affiche de la série Validé, réalisée par Franck Gastambide pour Canal+ et sortie en mars 2020. Pour son premier rôle, il incarne Clément dit Apash, un jeune débutant le rap. D'autres rappeurs participent aussi à la série, au texte comme au jeu, comme Kool Shen, Ninho ou Rim'K. Hatik interprète plusieurs des titres de la bande originale, dont sa chanson phare, Prison pour mineurs. La série est un succès, dépassant les quinze millions de visionnages sur MyCanal en une vingtaine de jours avant sa diffusion sur le petit écran, et Hatik est salué pour son interprétation,,. Une deuxième saison a été annoncée pour 2021, mais il n'est plus présent dans la distribution.
Il sort une réédition de sa mixtape Chaise pliante le 5 juin 2020. L'original est certifié disque de platine en août de la même année.

## Engagements
Hatik a soutenu en 2023 le mouvement contre le projet de réforme des retraites à l'occasion d'une pétition de 300 artistes mobilisés pour demander le retrait immédiat de ce projet, considéré comme « injuste, inefficace, touchant plus durement les plus précaires et les femmes ». Il a ainsi participé à un concert de soutien aux grévistes à 10 euros l'entrée, le 8 avril à Pantin, avec une cinquantaine d'autres rappeurs dont Sniper, HoussBad, Double Zulu, Criminls, Médine et Souffrance, la recette étant reversée à la caisse de grève nationale,, à la suite de Corinne Masiero qui avait animé un cabaret de soutien à la caisse de grève, la veille à Lille.

## Discographie

### Singles
- 2018 : Chaise pliante, pt. 1
- 2018 : Chaise pliante, pt. 2
- 2018 : Chaise pliante, pt. 3
- 2019 : Chaise pliante, pt. 4
- 2019 : Chaise pliante, pt. 5
- 2019 : Chaise pliante, pt. 6
- 2019 : Pour de vrai - La Relève (Deezer Originals)
- 2019 : Mercé la Zone (Chaise pliante, pt. 7)
- 2019 : Déjà fait (Chaise pliante, pt. 8)
- 2019 : Camaro sport
- 2019 : Mula
- 2019 : TVRF
- 2019 : Va voir à gauche (Chaise pliante, pt. 9)
- 2020 : Benzo
- 2020 : Encore
- 2020 : Prison pour mineurs (BO de Validé)
- 2020 : Buena noche (BO de Validé)
- 2020 : Ali
- 2020 : Ouais c'est grave (feat. Michel)
- 2020 : West Indies
- 2020 : Sanstitre.
- 2021 : Noyé
- 2021 : Y'a rien (feat. Slimane)
- 2022 : Finir un texte
- 2022 : Star du rap
- 2022 : Génération
- 2022 : Génération (Remix)
- 2023 : Niyya
- 2023 : Shoot
- 2023 : Amnezia
- 2023 : Chaise pliante, pt. 10
- 2024 : Jungle
- 2024 : Le fond (feat. Zokush)
- 2024 : Choré
- 2024 : Bazar
- 2024 : Ma jolie
- 2025 : Business Class (feat. Leila AD)

### Collaborations
- 2015 : Disiz la Peste feat. Soprano, Youssoupha, TiTo Prince, Hatik et Dinos Punchlinovic - La Promesse (Remix)
- 2019 : Jok'Air feat. Isha et Hatik - Tech9 (sur l'album Jok'Travolta (La fièvre))
- 2019 : Kwistof feat. Hatik - Questions de Kwistof (sur la mixtape Identité)
- 2020 : Monet192 feat. Hatik - Dämon (sur l'album Medical Heartbreak)
- 2020 : Hatik et Soprano - Plus rien à perdre (sur la BO de Validé)
- 2020 : Hatik et Sam's - FLK (Fais les kiffer) (sur la BO de Validé)
- 2020 : Hatik feat Sofiane - Plus Riche (sur l'album Chaise pliante (Edition Deluxe))
- 2020 : Médine et Hatik - Grand de la tess (sur l'album Grand Médine)
- 2020 : Amel Bent feat. Hatik - 1,2,3 (sur l'album Vivante)
- 2020 : Elams feat. Hatik - La Vida (sur l'album Thug Life)
- 2020 : Dadju / Hatik / Soolking / Imen Es - Unité (sur la compilation Unité)
- 2020 : Zamdane feat. Hatik - La fête
- 2020 : Toma feat. Hatik - La dalle (sur l'album Hypersensible)
- 2020 : Alrima feat. Hatik - Jusqu'au bout
- 2020 : Michel feat. Hatik - Ouais c'est grave (sur l'album Le Vrai Michel 2)
- 2020 : AM La Scampia feat. Hatik - Bingo
- 2020 : Madame Monsieur feat. Hatik - Amore (sur l'album Tandem)
- 2021 : Alrima feat. Hatik - Jusqu'au bout (sur l'album Royaume)
- 2021 : Dinor Rdt feat. Hatik - Ma chérie (sur l'album Ronaldinor)
- 2021 : Wejdene feat. Hatik - Dans ma bulle (sur la réédition de l'album 16)
- 2021 : Sam's feat. Hatik - Paradise (sur l'album Inspiré d'histoire(s) vraie(s))
- 2021 : Chilla feat. Hatik - Demain (sur l'album EGO)
- 2021 : Bosh, Graya, Hatik, ISK, Jul, Kamikaz, Soso Maness, Sysa - Mafiosi (sur l'album Le classico organisé)
- 2021 : KeBlack feat. Hatik - Adios (sur l'album Contrôle)
- 2021 : Titof feat. Hatik - Fuckboy (sur l'album Bénéfice)
- 2021 : Aladin 135 feat. Hatik - Le passé
- 2021 : Rémy feat. Hatik - Flammes (sur l'album Renaissance)
- 2022 : Madame feat. Hatik - Tu m'as compris
- 2022 : Laeti feat. Hatik - Vertige
- 2022 : Leonis feat Hatik - Comme s'il pleuvait (sur l'album Sherhood part. 2)
- 2022 : AM La Scampia feat. Hatik - Famiglia (Remix) (sur l'album Triste Fête)
- 2022 : Doria feat. Hatik - Valhalla (sur l'album MDP 2)
- 2023 : Kofs feat. Hatik - Vaillant (sur l'album Matrixé)
- 2023 : Waxx, C.Cole feat. Hatik - Outro (sur l'album Lithium)
- 2024 : Anabel feat. Hatik - Comme Will

## Filmographie
Sauf indication contraire, les informations mentionnées dans cette section peuvent être confirmées par la base de données cinématographiques Allociné,  présente dans la section « Liens externes ».
- 2020 : Validé de Franck Gastambide : Clément Sabayo dit Apash (saison 1)
- 2021 : Une mère parfaite de Fred Garson : Bash
- 2023 : La Tour de Guillaume Nicloux : Ahmed
- 2023 : DogMan de Luc Besson : un homme de main d'El Verdugo
- 2024 : Anthracite de Julius Berg : Jaro Gatsi (mini-série)

## Distinctions
| Année | Organisateur(s)                | Prix                                    | Résultat   |
| ----- | ------------------------------ | --------------------------------------- | ---------- |
| 2020  | NRJ Music Awards Paris Edition | Révélation francophone de l'année       | Nomination |
| 2020  | NRJ Music Awards               | Chanson francophone de l'année (Angela) | Nomination |